# Michel Julien
Pour les articles homonymes, voir Julien.
Michel Julien, né à Québec en 1961, est poète et enseignant québécois.
Il a publié trois recueils de poésie aux éditions du Noroît.

## Biographie
Michel Julien a un parcours « atypique » selon le site des éditions du Noroît. Il a complété le cycle de formation du doctorat en sémiologie de l'Université du Québec à Montréal. Il a également fait carrière dans le domaine de l'aéronautique au Québec ainsi qu'à l'étranger. Il est aujourd'hui formateur en entreprise et enseignant au niveau collégial.
Il a écrit trois recueils de poésie aux éditions du Noroît : Une fin en soi (2014), Ce monde étrange où naître (2016) et Un ciel sans preuve (2020). Il a participé à plusieurs activités littéraires. Il a notamment écrit dans des revues de création comme Les Écrits. À deux reprises, il a été semi-finaliste du Prix de poésie de Radio-Canada,.
Il est possible de retrouver un extrait de poésie lu par Michel Julien dans l'émission « Souffle du Noroît ».

## Œuvres
- Une fin en soi, Montréal, Éditions du Noroît, coll. « Initiale », 54 p.  (ISBN 9782890188624)[6]
- Ce monde étrange où naître, Montréal, Édition du Noroît, 2016, 100 p.  (ISBN 9782897660284)
- Un ciel sans preuve, Montréal, Éditions du Noroît, 2020, 71 p.  (ISBN 9782897662516)

## Prix et honneurs
- 2014 : En lice pour le Prix de la poésie de Radio-Canada (pour Ce monde étrange où naître)[4]